# خوان أنخيل سوسا
خوان أنخيل سوسا (بالإسبانية: Juan Ángel Sosa)‏ هو لاعب كرة قدم باراغواياني في مركز الهجوم، ولد في 5 نوفمبر 1982 في أسونسيون في باراغواي. لعب مع سوون سامسونغ بلووينغز ونادي ليبرتاد.

## وصلات خارجية
- خوان أنخيل سوسا على موقع Soccerway.com (الإنجليزية)